# Pitthea lynckerii
Pitthea lynckerii là một loài bướm đêm trong họ Geometridae.